# کیم جین-گیو
کیم جین-گیو (انگلیسی: Kim Jin-gyu؛ زادهٔ ۲۴ فوریهٔ ۱۹۹۷) بازیکن فوتبال اهل کره جنوبی است.
از باشگاه‌هایی که در آن بازی کرده‌است می‌توان به باشگاه فوتبال بوسان ای‌پارک، باشگاه فوتبال گیمچئون سانگمو، و باشگاه فوتبال چونبوک هیوندای موتورز اشاره کرد.
وی همچنین در تیم‌های ملی فوتبال زیر ۲۰ سال، زیر ۲۳ سال و بزرگسالان کره جنوبی بازی کرده‌است.